# 中州路街道
中州路街道，是中华人民共和国河南省安陽市龙安区下辖的一个乡镇级行政单位。

## 行政区划
中州路街道下辖以下地区：
梅东社区和文中社区。